# Ovicide
Een ovicide is een specifiek type insecticide. Het bestrijdingsmiddel is niet in de eerste plaats gericht op het doden van het te bestrijden dier zelf, maar op het doden van zijn eieren. 
Ovi-cide  betekent letterlijk ei-vergif. Het betreft meestal eieren van plaagdieren zoals insecten en kleine spinachtigen zoals mijten. Oviciden doden meestal geen larven of volwassen insecten; hier worden andere verbindingen voor gebruikt, zoals adulticiden.